# Slessor Peak
Der Slessor Peak ist ein 2370 m hoher und größtenteils eisfreier Berg unweit der Loubet-Küste des westantarktischen Grahamlands. Er ragt am südwestlichen Ende des Bruce-Plateaus unmittelbar nordwestlich des Gould-Gletschers auf. Er überragt den Eisschild des Plateaus um etwa 300 m und besitzt eine steile Felswand an seiner Nordseite.
Der Falkland Islands and Dependencies Survey nahm zwischen 1946 und 1947 Vermessungen des Berges vor. Namensgeber ist nach dem britischen Arzt Robert Stewart Slessor (1912–1985), der die Schlittenmannschaft für diese Vermessungsarbeiten anführte.